# Templo de Belat

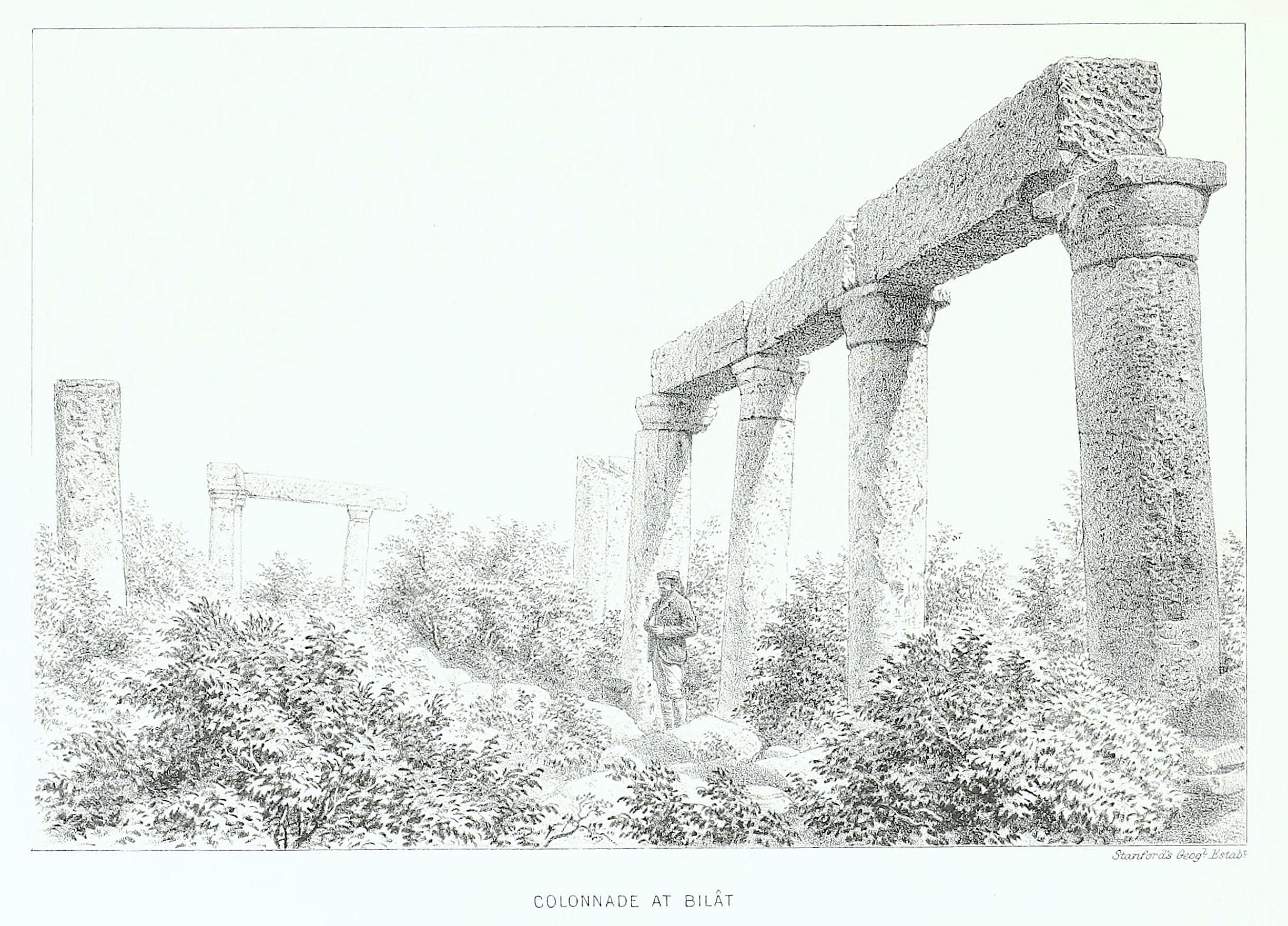
Templo de Belat en la década de 1880.

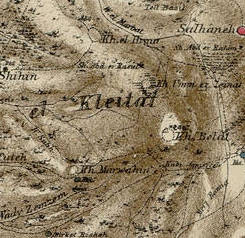
Situación del templo en un mapa de 1880.

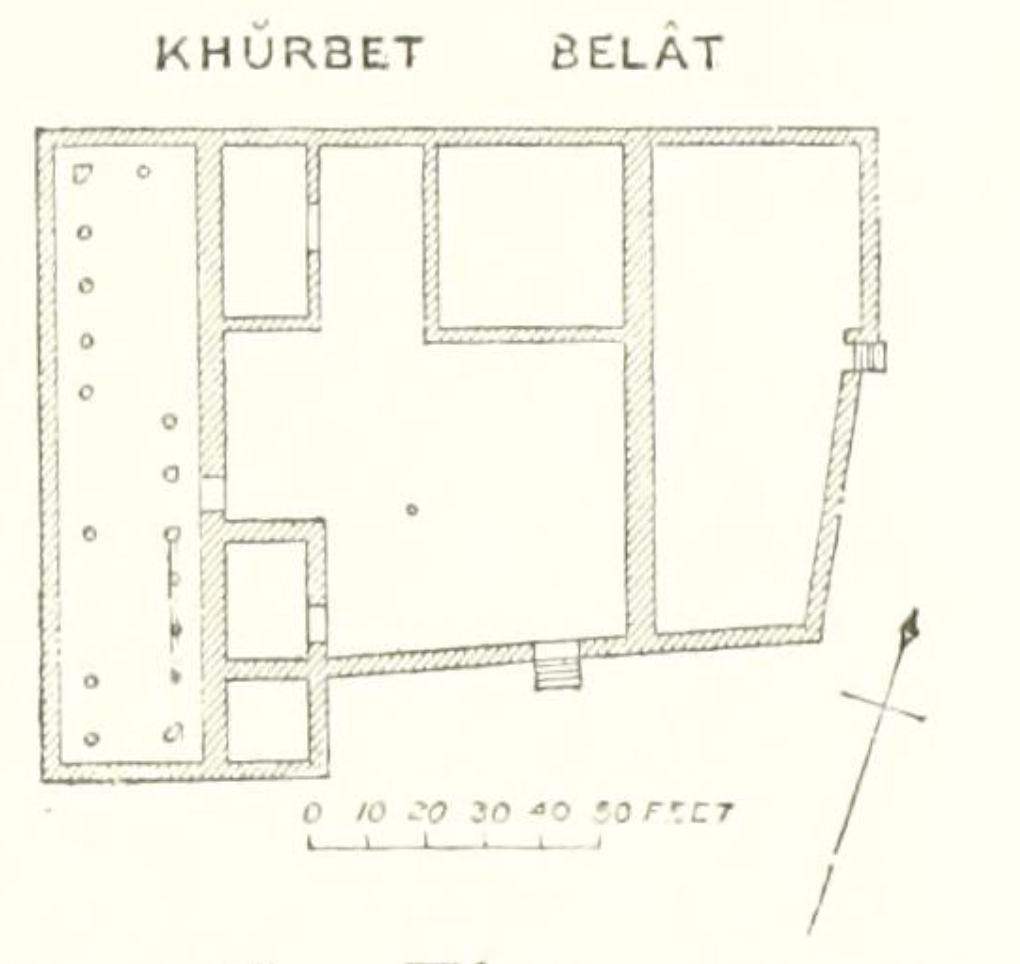
Diagrama del templo de Belat.

Belat es un templo en ruinas de identificación desconocida situado en el sur del Líbano, entre Marwahin y Ramyah. Herbert Kitchener,  describió su ubicación como «en la cima de una cresta muy dominante, empinada y estrecha, de difícil acceso... en esta parte, la más salvaje del país».
Kitchener y Ernest Renan lo consideraban tal vez el mejor ejemplo de lugar elevado de Galilea.

## Descripción
Las descripciones del templo de mediados del siglo XIX describen los restos de 16 columnas, con 10 aún en pie en 1852, de los cuales cuatro en el este y tres en el noroeste aún conservaban arquitrabes de estilo dórico. En 1858, cuando Van de Velde lo visitó, solo quedaban en pie nueve capiteles de las columnas. En 1877, cuando Herbert Kitchener lo visitó, solo seis columnas conservaban un arquitrabe.
El templo medía aproximadamente 27,5 m por 7 m, y la plataforma de apoyo se extendía 2 m más allá de la hilera de columnas. Las columnas tienen una altura aproximada de 4 m, un diámetro de 30 cm y una separación de 2 m entre ellas. Incluyendo el arquitrabe, la altura total era de 4,5 m. Se construyó con la piedra caliza común de la región.

## Interpretaciones
En su viaje de 1852 a la región, Edward Robinson escribió: «En la actualidad, toda la zona está llena de columnas caídas, arquitrabes y cosas por el estilo, pero no parece que hubiera ningún edificio interior ni ningún santuario. Las piedras están muy desgastadas por la intemperie y la arquitectura parece muy rudimentaria. No hay esculturas, excepto en las columnas, ni rastro de inscripciones. Hay una cisterna toscamente excavada, en la que encontramos agua. En las cercanías se ven algunos vestigios de una pequeña aldea y algunas piedras talladas. También vimos un único sarcófago hundido en una roca, con una tapa rudimentaria. Se trata de una ruina singular y difícil de explicar. No se parece en nada a los templos paganos del Líbano y del Antilíbano...».
Ernest Renan escribió en su Mission de Phénicie: «La altura de Belat posee la ruina más sorprendente de todo el país... Todas las piedras, o casi todas, están esparcidas por la colina, y casi se podría reconstruir el templo. Esta pintoresca masa de ruinas... debería examinarse a fondo... Es muy probable que Belat estuviera dedicado a [Magna Dea Calestis]], o Venus (Βλάττα ὄνομα ̓Αφροδίτης κατὰ τοὺς φοίνικας, Lydus de Mens. § 24), o al menos a alguna diosa... Me inclino a creer que estos edificios pertenecen al período  ptolemaico o al período seléucida. El periodo romano habría producido algo más correcto. Sea como fuere, Belat es el mejor ejemplo de "lugar elevado" que puede mostrar el país.»
Fueron descritas porHerbert Kitchener en 1877 como «las ruinas más extraordinarias de este entorno». Las comparó con las columnas de la sinagoga de Kfar Bar'am y  a los de la Catedral de Tiro. Lo describió como «uno de los ejemplos más perfectos y antiguos de templo dedicado a alguna deidad adorada en este "lugar elevado", y atendido por varios sacerdotes o fieles que se alojaban en los edificios circundantes».

E. W. G. Masterman llegó a la conclusión de que se trataba de un templo pagano anterior a las Sinagogas judías de Galilea y que pudo influir en su arquitectura.
William Foxwell Albright propuso en 1921 que Belat podría ser la Beth-Anath bíblica, pero más tarde cambió de opinión, situando Beth-Anath en Bi'ina (Dayr al Ba'ana).